# Educação na Costa Rica
A educação na Costa Rica é compulsória e gratuita por lei. O índice de literacia da Costa Rica é 96% (CIA World Fact Book, Fevereiro de 2007), um dos mais altos da América Latina. Tanto escolas primárias como secundárias são encontradas em praticamente todas as comunidades.

## História
Desde a década de 1850, estava expresso claramente na Constituição e por vários presidentes, como Dr. Djosé María Castro Madriz, que a educação era o meio pelo qual a cultura democrática escarrada não seria fomentada,e  era dever do Estado prover esse meio. O maior impulso para a educação foi dado por Mauro Fernández, ministro da educação de 1887 a 1888, em favor do ensino gratuito. Fernández continuou seus esforços pelo restante do país.

## Sistema educacional

### Educação primária
A educação primária é dividida em seis séries. Cobre todo o conhecimento básico em matemática, estudos sociais, língua (espanhol), e ciências, assim como outros tópicos menores como música, religião, saúde e artes.

### Educação secundária
Há apenas poucas escolas na Costa Rica que vão até a 12ª série. As escolas que terminam na 11ª série emitem um Costa Rican Bachillerato Diploma credenciado pelo Ministério da Educação. As escolas que terminam na 12ª série oferecem ou o International Baccalaureate Diploma, credenciado pelo IBO em Geneva, Suíça, ou um USA High School Diploma, creditado pela Southern Association of Colleges and Schools (SACS)

### Educação superior
Há quatro universidades públicas na Costa Rica:
- Universidad de Costa Rica (UCR)
- Instituto Tecnológico de Costa Rica (ITCR)
- Universidad Nacional Autónoma (UNA)
- Universidad Nacional Estatal a Distancia (UNED)

Há várias universidades privadas :
- INCAE Business School
- United Nations University for Peace
- Universidad de EARTH
- Universidad de Iberoamerica (UNIBE)
- Universidad Autónoma de Centroamérica (UACA)
- Universidad Católica de Costa Rica
- Universidad Latina de Costa Rica
- Universidad Latinoamericana de Ciencia y Tecnología (ULACIT)